# Myopsocus caliensis
Myopsocus caliensis (лат.) — вид сеноедов рода Myopsocus из семейства Myopsocidae. Южная Америка: Колумбия. Название происходит от имени города Кали (Santiago de Cali), где был найден голотип. Мелкие насекомые, длина переднего крыла около 3 мм. Основная окраска тела коричневая. Принадлежит к числу видов, не имеющих переднего крыла с гребенчатым апикальным краем, но в отличие от них, имеет пириформную фаллосому, с узким и слитым фаллобазом, более широким дистально, наружные парамеры уплощены, расширены и загнуты внутрь, апикально разделены короткой мембраной; эндофаллус удлинённый, уплощённый, дистально и апикально более расширенный.